# Iatrogen
Als iatrogen (altgriechisch ἰατρός iatros, deutsch ‚Arzt‘ und γένεσις genesis, deutsch ‚Entstehung‘, also ‚vom Arzt erzeugt‘) werden Krankheitsbilder bezeichnet, die durch ärztliche Maßnahmen verursacht oder verschlimmert wurden, unabhängig davon, ob sie nach Stand der ärztlichen Kunst vermeidbar oder unvermeidbar waren. Im weiteren Sinn ist auch jede andere Wirkung ärztlichen Handelns, insbesondere die Heilung, iatrogen.
Zu iatrogen verursachten Krankheitsbildern gehören beispielsweise iatrogene Infektionen sowie unerwünschte Nebenwirkungen von Medikamenten, welche von einem Arzt verabreicht werden. Ein typisches Beispiel für eine iatrogene Komplikation ist der iatrogene Pneumothorax bei Anlage eines Gefäßkatheters in die Vena subclavia. Fehlerhafte Medikamentenverordnung ist ebenfalls eine wichtige, durch ärztliches Handeln verursachte Komplikation.
In gleicher Bedeutung wird diese Bezeichnung auch in der Psychologie (Psychologische Diagnostik, psychologische Begutachtung) verwendet, wenn Diagnostik, Diagnosen oder Beurteilungen zur Ausprägung oder Verstärkung psychischer Störungen oder Befindensbeeinträchtigungen allein durch die Art der Vermittlung beitragen (iatrogene Noxe).
Ein Problemfeld von großer gesundheitspolitischer Tragweite ist die iatrogene Medikamentenabhängigkeit insbesondere von psychotropen Medikamenten (die sogenannte Niedrigdosisabhängigkeit, low-dose dependency).
In seiner grundsätzlichen Kritik des Medizinbetriebes erweitert der Philosoph Ivan Illich 1975 den Begriff der Iatrogenesis und unterscheidet die klinischen, sozialen und strukturellen Auswirkungen der Medizin. Er definiert: "Im engsten Sinn des Wortes bezeichnet ›iatrogene Krankheit‹ nur jene Leiden, die nicht entstanden wären, wenn keine korrekte und medizinisch angezeigte Behandlung vorgenommen worden wäre." Später ergänzt Illich: "Die soziale Iatrogenesis ist die paradoxale, unerwünschte und schädliche soziale Wirkung der Medizin, die größer ist als die der direkten technischen Interventionen", etwa indem der Entwicklungsstand eines Landes an ökonomisierbaren medizinischen Faktoren festgemacht wird.

## Häufigkeit iatrogener Komplikationen
Eine im Jahr 2009 in Großbritannien durchgeführte Studie des General Medical Council untersuchte über den Zeitraum von einer Woche 124.260 Medikamentenverschreibungen in 19 verschiedenen Krankenhäusern im Nordwesten Englands. Dabei enthielten 11.077 der Verordnungen Fehler, was einer Quote von 8,9 % entspricht. 1,7 % dieser Fehler waren potentiell tödlich. Fast alle Fehler wurden von weiterem Personal entdeckt, bevor die Medikamente dem Patienten verabreicht wurden. Die prozentualen Unterschiede in der Fehlerquote bei Berücksichtigung des Ausbildungsstandes waren gering. Die Autoren unterbreiteten einige Verbesserungsvorschläge wie Veränderungen im klinischen Umfeld, in der Ausbildung der Mediziner sowie eine Standardisierung des Medikamentenblattes und die Etablierung einer „Fehlerkultur“. Eine aktuelle Studie über die Situation in Deutschland existiert nicht.
Laut einem Bericht im Stern sei nur für ein Drittel aller Fehler, die bei der Verordnung von Medikamenten passieren, das Pflegepersonal verantwortlich. Hierbei spielten beispielsweise Verwechslungen eine Rolle. In zwei Drittel der Fälle seien es die Ärzte, zum Beispiel durch Nichtbeachten von Kontraindikationen oder negativen Wechselwirkungen. Auf Stationen der Inneren Medizin sterben laut Artikel nach Berechnungen von Frölich jährlich 57.000 Menschen aufgrund von Arzneimitteln. Davon seien 28.000 Todesfälle vermeidbar.